# Voisin III
O Voisin III foi um avião bombardeiro de dois lugares, francês utilizado durante a Primeira Guerra Mundial. Ele foi um dos primeiros desse tipo, um caça-bombardeiro de acordo com os padrões atuais. Ele também se notabilizou pelo fato de ter sido o primeiro avião a vencer um combate aéreo na Guerra, abatendo um avião inimigo.

## Projeto
O Voisin III foi um biplano em configuração por impulsão, desenvolvido pela Aéroplanes Voisin em 1914, como uma versão mais potente do Voisin I de 1912. Ele também incorporou uma estrutura de aço que o tornou mais durável quando operava a partir dos aeroportos temporários da aviação militar durante a Guerra.
O primeiro Voisin III era equipado com um único motor Salmson M9 de 120 hp. Modelos posteriores, usaram os motores P9 e R9 de 150 hp. Tinha um alcance de 200 km, velocidade máxima entre 105 e 113 km/h e teto de serviço entre 3.350 e 6.000.
Os primeiros exemplares foram equipados com uma metralhadora Hotchkiss M1914 na fuselagem operada por um artilheiro que ficava de pé. Modelos posteriores, usavam armas de 37 ou 47 mm para ataque ao solo. Ele podia carregar também, entre 60 e 150 kg de bombas.

## Histórico
No início da Guerra, o Voisin III tornou-se o bombardeiro mais utilizado pelas forças aliadas. Quantidades significativas foram adquiridas pelo Exército do Ar Francês e pelo Serviço Aéreo da Rússia Imperial. A Rússia encomendou mais de 800 à França e construiu mais 400 sob licença na fábrica Dux em Moscou. Cerca de 100 foram construídos na Itália, e 50 no Reino Unido, enquanto alguns poucos foram comprados pela Bélgica e pela Romênia.
Como muitos outros aviões da época, o Voisin III era um avião de múltiplo uso. Suas missões incluíram: reconhecimento aéreo, observação de artilharia, treinamento, bombardeios diurnos e noturnos, e também ataque ao solo.

### Como caça
Em 5 de outubro de 1914, sobre Jonchery, Reims, o sargento Joseph Frantz e o cabo Louis Quénault da Escadrille V.24 registrou a primeira morte em combate aéreo da Guerra, sem envolver abalroamento - ver Pyotr Nesterov, abatendo um Aviatik B.II alemão com disparos de metralhadora. Quénault disparou dois cartuchos de 48 tiros nos alemães, que responderam usando rifles. Quando a metralhadora dos franceses engasgou, ele passou a usar seu rifle. O tenente Fritz von Zangen e o sargento Wilhelm Schlichting da FFA 18 caíram em direção à morte. Acredita-se ter sido esta a primeira morte em combate aéreo em qualquer Guerra.

### Como bombardeiro
O Voisin III também se notabilizou por ser um dos primeiros aviões especificamente usado como bombardeiro. A estrutura de aço permitia a ele carregar cerca de 150 kg de bombas, e com os desenvolvimentos subsequentes, o dobro disso.
A França foi o primeiro país a criar unidades aéreas dedicadas ao bombardeio na frente ocidental, usando esse modelo. Três esquadrilhas, incluindo o Grupo de Bombardeio No.1 foram estabelecidas em setembro de 1914, sob a liderança do comandante de Goÿs, um grande estrategista que conduziu importantes operações de bombardeio contra os alemães no primeiro semestre de 1915.
Em 1916, os avanços nos projetos de aviões fizeram com que o Voisin III se tornasse cada vez mais obsoleto, enquanto ficava mais vulnerável aos caças alemães de melhor performance. Com as perdas crescentes e a introdução de desenhos melhores, o Voisin III foi retirado das missões diurnas, e assim como outros modelos, foi substituído pelo Voisin V.

## Variantes
- Voisin III : biplano, bombardeiro de dois lugares, e avião de ataque ao solo. Também conhecido como Voisin LA.
- Voisin LAS : versão melhorada.

## Operadores
Bélgica
 França
 Itália
 Romênia
 Império Russo
 Sérvia
 Ucrânia
 Reino Unido

## Especificação

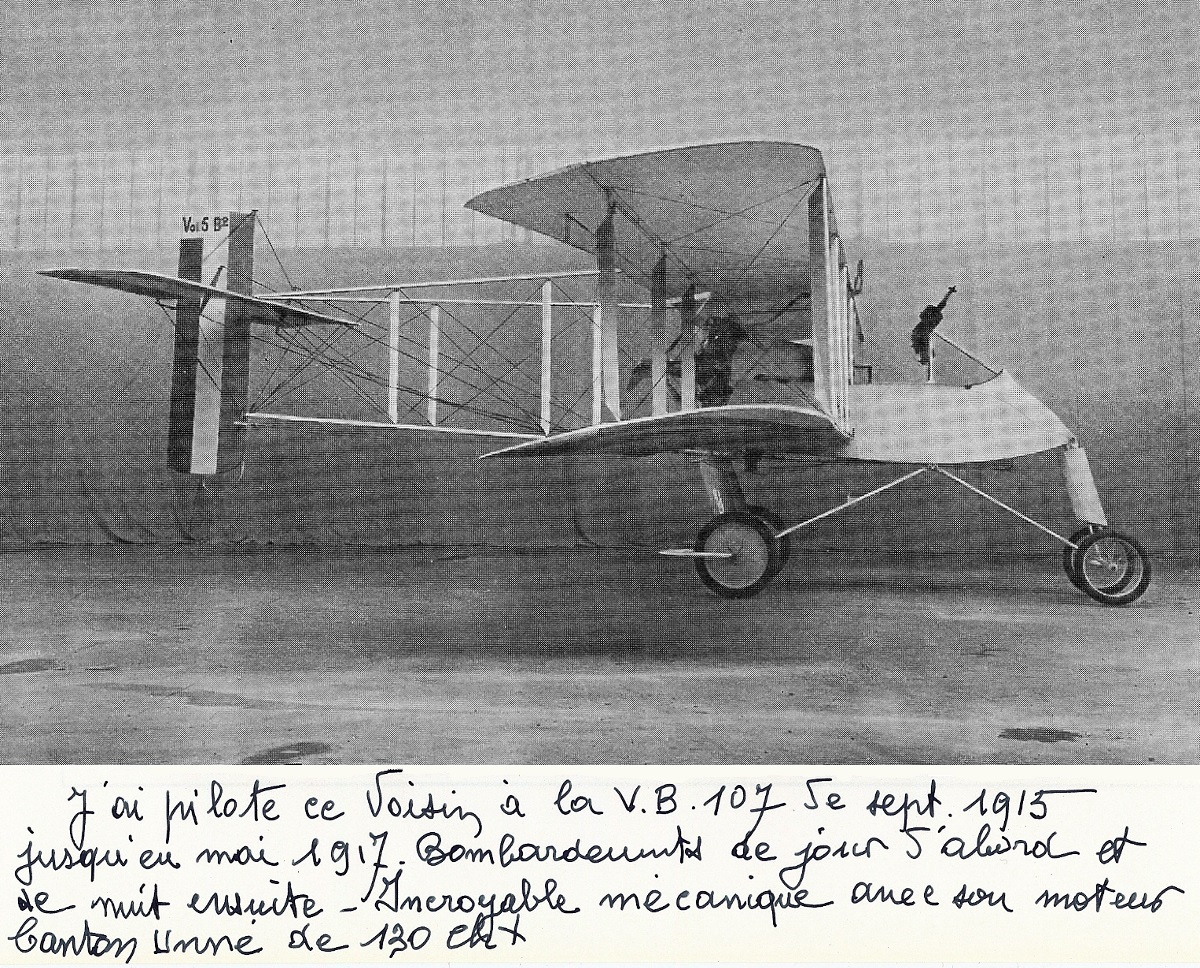
Vista lateral do Voisin III de 1915.

Estas são as características do Voisin III (LA):
- Características gerais:
  - Tripulação: dois
  - Comprimento: 9,5 m
  - Envergadura: 14,74 m
  - Altura: 2,95 m
  - Área da asa: 49,7 m²
  - Peso vazio: 950 kg
  - Peso na decolagem: 1.350 kg
  - Motor: 1 x Salmson, radial refrigerado à água de 130 hp.
- Performance:
  - Velocidade máxima: 105 km/h
  - Alcance: 200 km
  - Autonomia: 4 horas e 30 minutos
  - Teto de serviço: 3.500 m
  - Tempo de subida: 1.000m em 12 minutos; 2.000 em 30 minutos
- Armamento:
  - Armas: 1 x metralhadora Lewis de calibre .303 Britânico (ou 8mm Mauser)
  - Bombas: até 91 kg de bombas